# SN 2008ef
SN 2008ef – supernowa odkryta 5 lipca 2008 roku w galaktyce NGC 3241. W momencie odkrycia miała maksymalną jasność 18,00m.